# 郭洪超
郭洪超（1949年—），山东冠县人。中国人民解放军中将。
1991年6月，任兰州军区后勤部生产管理部部长。1995年1月，任兰州军区后勤部副部长、联勤部副部长。2003年7月，任兰州军区联勤部部长。2006年8月，任兰州军区副司令员。